# Bezzia subfusca
Bezzia subfusca är en tvåvingeart som beskrevs av John William Scott Macfie 1939. Bezzia subfusca ingår i släktet Bezzia och familjen svidknott. Inga underarter finns listade i Catalogue of Life.